# Arquivo Nacional da Escócia

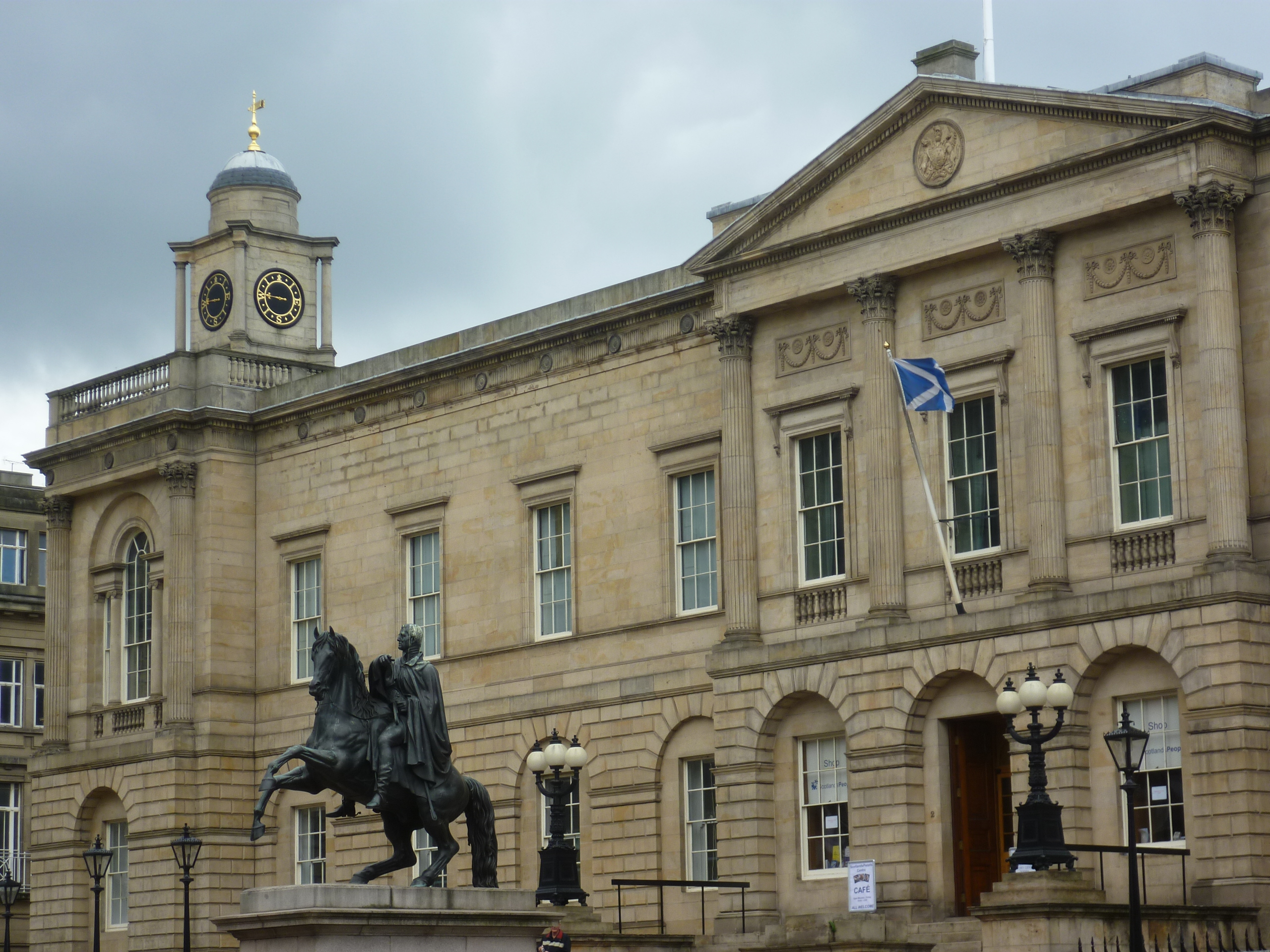
General Register House, um dos três locais do Arquivo Nacional em Edimburgo.

O Arquivo Nacional da Escócia (em inglês The National Archives of Scotland; NAS) é uma entidade governamental responsável por conservar documentos da história da Escócia.